# 1951 chez Disney
Cet article présente la liste des évènements de la Walt Disney Productions ayant eu lieu en 1951.

## Événements

### Janvier
- 5 janvier 1951, Sortie du Dingo Dingo et le Lion[1]
- 19 janvier 1951, Sortie du Tic et Tac Drôle de poussin[2]

### Février
- 9 février 1951, Sortie du Pluto Pluto et la Cigogne[3]

### Mars
- 2 mars 1951, Sortie du Donald Duck Dude Duck[4]
- 23 mars 1951,
  - Sortie du Dingo Dingo architecte (Home Made Home)[5]
  - Sortie  du Donald Duck Une partie de pop-corn[6]

### Avril
- 18 avril 1951, Naissance de Bruce Gordon, imagineer[7]
- 27 avril 1951, Sortie du Dingo Guerre froide[3]

### Mai
- 18 mai 1951, Sortie du Mickey Mouse Plutopia[8]

### Juin
- 8 juin 1951, Sortie du Donald Duck Donald pilote d'essai[9]

### Juillet
- 20 juillet 1951, Sortie du Donald Duck Donald gagne le gros lot[10]
- 26 juillet 1951, Première mondiale d'Alice au pays des merveilles au Leicester Square Theater de Londres[11]
- 28 juillet 1951, Première du film Alice au pays des merveilles aux États-Unis[12]

### Août
- 1er août 1951, Sortie du court métrage How to Catch a Cold[13]
- 10 août 1951, Sortie du Mickey Mouse Pluto et le Raton laveur[14]
- 31 août 1951, Sortie du Dingo Vive la fortune[15]

### Septembre
- 21 septembre 1951, Sortie du Pluto Le Chat, le Chien et la Dinde[3]

### Octobre
- 21 octobre 1951, Sortie du Dingo Papa Dingo (Fathers are People)[16]

### Novembre
- 2 novembre 1951, Sortie du Donald Duck Bon pour le modèle réduit (Out of Scale)[17]
- 23 novembre 1951, Sortie du Dingo Défense de fumer[18]

### Décembre
- 14 décembre 1951, Sortie du Donald Duck Donald et la Sentinelle[19]